# Santa María Ixhuatán
Santa María Ixhuatán är en kommunhuvudort i Guatemala.   Den ligger i departementet Departamento de Santa Rosa, i den södra delen av landet, 60 km sydost om huvudstaden Guatemala City. Santa María Ixhuatán ligger 1 285 meter över havet och antalet invånare är 3 634.
Terrängen runt Santa María Ixhuatán är kuperad åt nordost, men åt sydväst är den bergig. Santa María Ixhuatán ligger uppe på en höjd. Runt Santa María Ixhuatán är det ganska tätbefolkat, med 166 invånare per kvadratkilometer. Närmaste större samhälle är Cuilapa, 9,9 km norr om Santa María Ixhuatán. I omgivningarna runt Santa María Ixhuatán växer huvudsakligen savannskog.